# Относителност (релативизъм)
Вижте пояснителната страница за други значения на Относителност.
Относителността в релативизма е концепция и критерий  за обективността и истината, указващ, че при наблюдението и изучаването на действителността, човек винаги сравнява и съотнася определени качества на обектите и явленията, и следователно наблюденията са винаги субективни, т.е. относителни. Протагор например твърди, че „Човекът е мярка за всички неща, за нещата, които съществуват, че съществуват и за нещата, които не съществуват, че не съществуват.“ .
В някои случаи релативистите вярват, че при съотнасянето на качестватата между две форми и явления, наблюдаващият или съотнасящият влияе, привнася нови, допълнителни качества върху наблюдаемото.
Относителността (като общо семантично тълкувание) е сходна с термина взаимодействие, но го разширява с идеята, че едно взаимодействие е насочено „от – към“ и можем да говорим за движение, сила, импулс, маса, вектор и др. физически величини.
Принципът на все-относителността, а именно „всичко е относително“ е принадлежи на философския релативизъм.